# Drosophila mukteshwarensis
Drosophila mukteshwarensis este o specie de muște din genul Drosophila, familia Drosophilidae, descrisă de Joshi, Fartyal și Singh în anul 2005. Conform Catalogue of Life specia Drosophila mukteshwarensis nu are subspecii cunoscute.